# Kościół św. Kazimierza w Trzyniku
Kościół św. Kazimierza w Trzyniku – zabytkowy kościół w z I poł. XIX w. Jest kościołem filialnym należącym do parafii św. Stanisława Kostki w Siemyślu, dekanatu Gościno, diecezji koszalińsko-kołobrzeskiej, metropolii szczecińsko-kamieńskiej, zlokalizowany w Trzyniku, w gminie Siemyśl, w powiecie kołobrzeskim, w województwie zachodniopomorskim.

## Historia
Kościół murowany, z I połowy XIX w., zbudowany na planie ośmiokąta z wydzielonym prezbiterium zamkniętym trójbocznie. Dawniej świątynia była kaplicą pałacową. Zniszczony przez pożar 21 stycznia 1996. Odbudowany do 2008. 

## Otoczenie
Teren przykościelny wykorzystany był jako cmentarz (pierwotnie rodowy, później wiejski). Porośnięty starodrzewiem (m.in. lipy, dęby, świerki, pojedyncze buki i wiązy). Ulokowany jest tu głaz upamiętniający poległych w czasie I wojny światowej. 